# Iamze Tammert
Iamze Tammert (* 4. Januar 1971 als Iamse Twauri (georgisch იამზე თვაური) in Tiflis) ist eine deutsche Schachspielerin mit georgischen Wurzeln. Sie erhielt im August 2014 von der FIDE den Titel Internationale Meisterin der Frauen (WIM).

## Schach

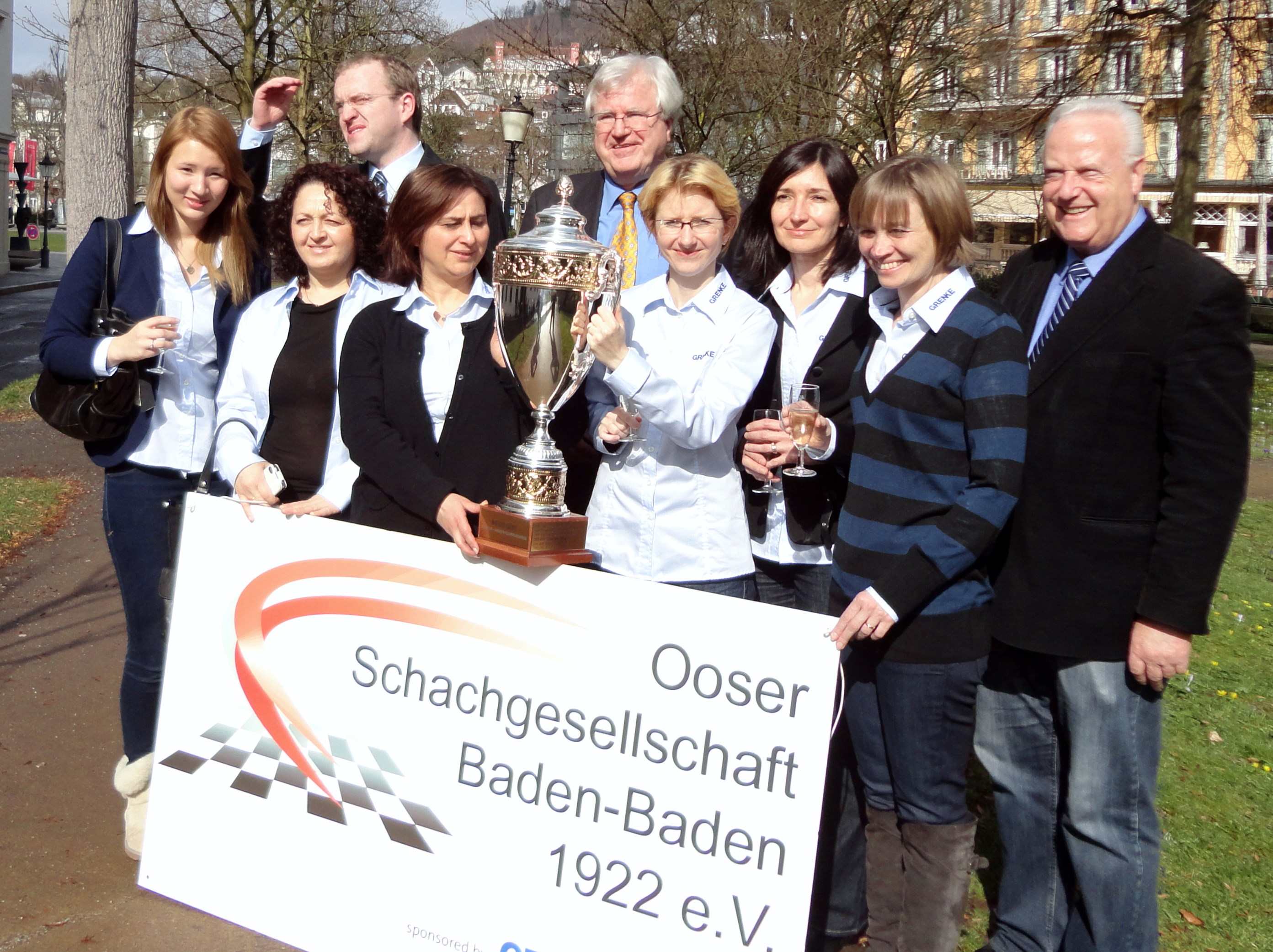
OSG Baden-Baden 2013, Tammert mit Siegerpokal

Iamze Tammert spielt seit 2002 in der Schachbundesliga der Frauen für die OSG Baden-Baden. Mit dem Verein wurde sie Deutscher Mannschaftsmeister der Frauen in den Jahren 2003, 2004, 2005, 2008, 2009, 2011, 2012, 2013, 2015, 2016 und 2018.